# Episodi di Conviction (serie televisiva 2016)
La prima e unica stagione della serie televisiva Conviction è stata trasmessa negli Stati Uniti per la prima volta dall'emittente ABC dal 3 ottobre 2016 al 29 gennaio 2017.
In Italia, la stagione è andata in onda in prima visione satellitare su Fox Life, canale a pagamento della piattaforma Sky, dal 22 gennaio al 19 marzo 2017. È in replica sul Canale Satellitare Fox Crime dal 29 maggio al 3 luglio 2018.
| nº | Titolo originale                | Titolo italiano               | Prima TV USA     | Prima TV Italia  |
| -- | ------------------------------- | ----------------------------- | ---------------- | ---------------- |
| 1  | Pilot                           | Genio e sregolatezza          | 3 ottobre 2016   | 22 gennaio 2017  |
| 2  | Bridge and Tunnel Vision        | I 3 del Prospect              | 10 ottobre 2016  | 22 gennaio 2017  |
| 3  | Dropping Bombs                  | Estremismi                    | 17 ottobre 2016  | 29 gennaio 2017  |
| 4  | Mother's Little Burden          | Avere una seconda occasione   | 24 ottobre 2016  | 5 febbraio 2017  |
| 5  | The 1% Solution                 | La soluzione dell'un percento | 7 novembre 2016  | 12 febbraio 2017 |
| 6  | #StayWoke                       | #Stainguardia                 | 14 novembre 2016 | 19 febbraio 2017 |
| 7  | A simple man                    | Un uomo semplice              | 21 novembre 2016 | 26 febbraio 2017 |
| 8  | Bad Deals                       | Pessimi accordi               | 28 novembre 2016 | 26 febbraio 2017 |
| 9  | A Different Kind of Death       | Una morte annunciata          | 5 dicembre 2016  | 5 marzo 2017     |
| 10 | Not Okay                        | Non va bene                   | 1º gennaio 2017  | 5 marzo 2017     |
| 11 | Black Orchid                    | Orchidea nera                 | 8 gennaio 2017   | 12 marzo 2017    |
| 12 | Enemy Combatant                 | Il filantropo                 | 15 gennaio 2017  | 12 marzo 2017    |
| 13 | Past, Prologue & What’s to Come | Amore a tutti i costi         | 29 gennaio 2017  | 19 marzo 2017    |